# T-37 (Panzer)
Der T-37 war ein sowjetischer amphibischer Spähpanzer, der ab Herbst 1933 hergestellt wurde.

## Entwicklung und Produktion
Vorläufer des T-37 waren der auf der Basis des britischen Carden-Lloyd-Panzers entwickelte T-33 und der T-41. Der leichte Panzer T-37 wurde von Chefkonstrukteur N. N. Kosyrew (sowie nach dessen Verhaftung von Nikolai Alexandrowitsch Astrow) entwickelt und ging 1933 in Produktion. Bis 1936 wurden insgesamt 2627 Stück im Werk Nr. 37 (Sawod No. 37) in Moskau gebaut.

## Versionen

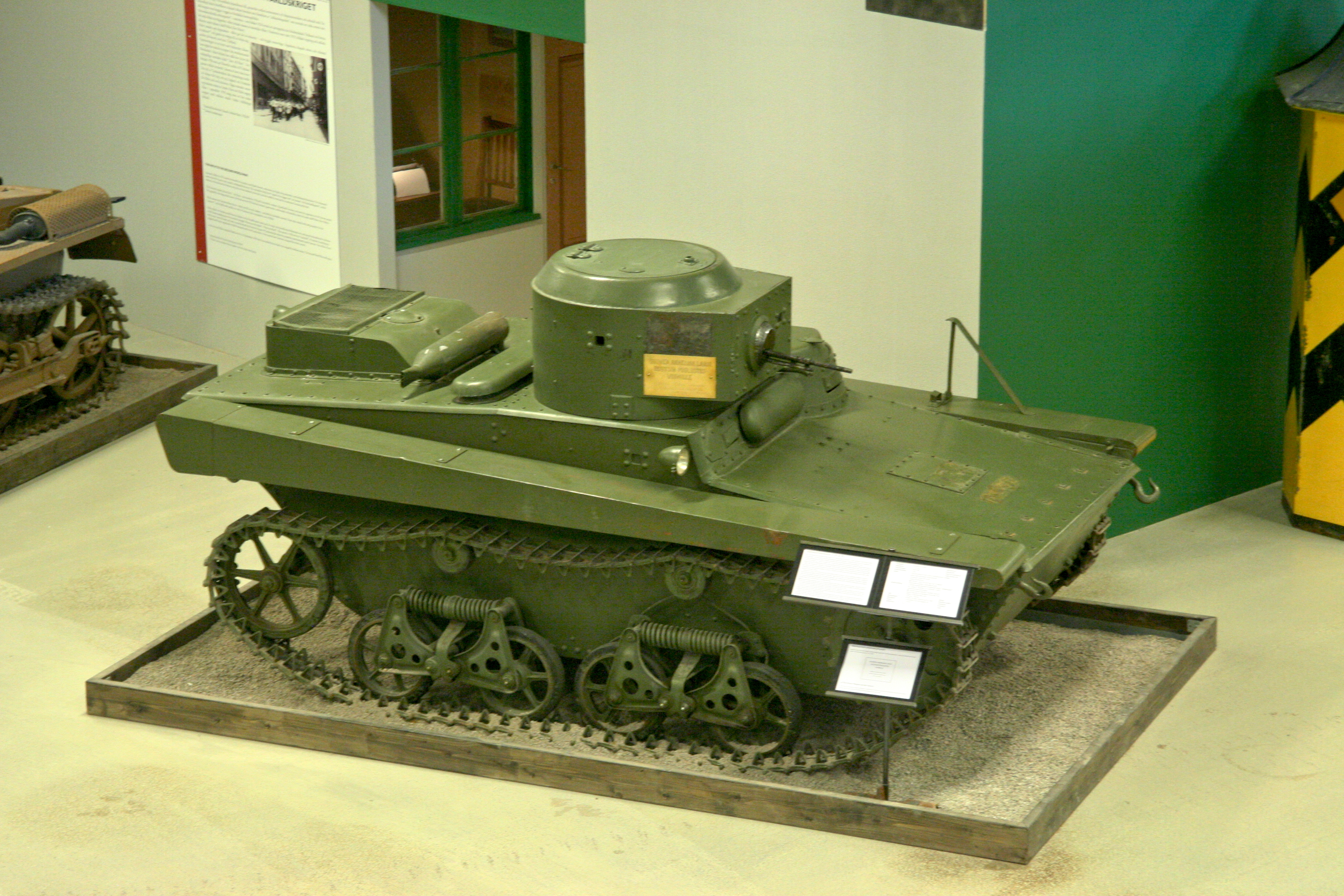
T-37A in Strängnäs 12. August 2011

T-37: Die erste Version des Panzers wies gravierende Mängel auf – die genietete Wanne war nicht wasserdicht. Von dieser Version wurden lediglich 70 Stück produziert.
T-37A: Die Wanne wurde nun geschweißt, um die Wasserdichtigkeit zu gewährleisten. Von dieser Version wurden von 1933 bis 1936 etwa 2600 Stück produziert. Die Bewaffnung bestand aus einem 7,62-mm-MG. Der Panzer wurde lediglich zu Aufklärungszwecken in schwach verteidigten Gebieten eingesetzt.

## Einsatz bei der Wehrmacht
Erbeutete T-37 wurden von der Wehrmacht unter der Bezeichnung Panzerkampfwagen 37-731 (r) meist bei Sicherungseinheiten im besetzten Hinterland der Sowjetunion oder als Zugmaschinen eingesetzt. Infanterie-Einheiten nutzen den T-37 auch als Aufklärungsfahrzeug. Auch Sicherungseinheiten der Luftwaffe für Flugplätze nutzten den T-37. Deutsche Einheiten ersetzten den Panzerturm teilweise durch deutsche Maschinengewehre oder 2-cm-Maschinenkanonen mit Schutzschild.

## Technische Daten
| Panzerkampfwagen T-37        |                                       |
| 0Allgemeine Eigenschaften    |                                       |
| Besatzung                    | zwei Soldaten                         |
| Gefechtsgewicht              | 3,5 t                                 |
| Bodendruck                   | 0,53 kg/cm2                           |
| Länge                        | 3,75 m                                |
| Breite                       | 2 m                                   |
| Höhe                         | 1,82 m                                |
| Bodenfreiheit                | 30 cm                                 |
| Kettenbreite                 | 21 cm                                 |
| 0Bewaffnung                  |                                       |
| Hauptbewaffnung              | 1 MG                                  |
| Sekundärbewaffnung           |                                       |
| Kampfbeladung HW             | 585 Schuss                            |
| Kampfbeladung MG             |                                       |
| 0Fahrleistung                |                                       |
| Motor                        | 4-Zylinder-Ottomotor GAZ-AA           |
| Kühlung                      | Wasser                                |
| Hubraum                      | 3,3 l                                 |
| Bohrung / Hub                | 98,4 mm / 108 mm                      |
| maximale Umdrehung           | 2200/min.                             |
| PS                           | 40 PS                                 |
| Motoreffektivität            | 12,5 PS/l                             |
| Leistungsgewicht             | 11,4 PS/t                             |
| Getriebe                     | vier Vorwärtsgänge, ein Rückwärtsgang |
| Höchstgeschwindigkeit Straße | 35,5 km/h                             |
| Kraftstoffvorrat             | 100 l                                 |
| Reichweite Straße            | 185 km                                |
| Reichweite Gelände           | 115 km                                |
| Lenkung                      | Lenkbremsen                           |
| Laufrollen                   | 4                                     |
| Federung                     | Schraubenfeder                        |
| Watfähigkeit                 | 120 cm                                |
| 0Panzerung                   |                                       |
| Wannenbug                    | 10 mm                                 |
| Wannenseite                  | 10 mm                                 |
| Wannenheck                   | 5 mm                                  |
| Wannendach                   | 5 bis 7 mm                            |
| Wannenboden                  | 5 mm                                  |
| Turmfront                    | 10 mm                                 |
| Turmseite                    | 10 mm                                 |
| Turmheck                     | 10 mm                                 |
| Turmdach                     | 5 mm                                  |